# Řád svatých Cyrila a Metoděje
Řád svatých Cyrila a Metoděje (bulharsky: Орден «Светите Кирил и Методий») je druhé nejvyšší státní vyznamenání Bulharské republiky. Založen byl roku 2003 a vychází z carské tradice Královského řádu svatých Cyrila a Metoděje. Udílen je za zásluhy v umělecké, vědecké, vzdělávací či kulturní oblasti

## Historie a pravidla udílení
Královský řád svatých Cyrila a Metoděje byl udílen od roku 1909 Bulharským carstvím. Během komunistického režimu jej nahradil Řád Cyrila a Metoděje, v jehož názvu bylo v souladu s komunistickou doktrínou vypuštěno slovo svatých. Po pádu komunistického režimu byl dne 29. května 2003 založen Řád svatých Cyrila a Metoděje, který vycházel z původního carského vzoru.
Vyznamenání se v hierarchii bulharských řádů nachází na druhém místě hned za Řádem Stará planina. Udíleno je občanům Bulharska i cizím státním příslušníkům za zásluhy v umělecké, vědecké, vzdělávací či kulturní oblasti.

## Insignie
Vzhled insignií vychází z původního Královského řádu svatých Cyrila a Metoděje. V případě řetězu a I. třídy má řádový odznak tvar postříbřeného bíle smaltovaného byzantského kříže jehož ramena jsou zlatě lemována. V případě II. třídy zlaté lemování chybí. Mezi rameny jsou červeně smaltované plameny. Uprostřed je kulatý medailon s vyobrazením Cyrila a Metoděje. Okolo je nápis СВ. СВ. КИРИЛ И МЕТОДИЙ (svatí Cyril a Metoděj). Na zadní straně je medailon s bulharskou státní vlajkou obklopený zlatým kruhem s nápisem РЕПУБЛИКА БЪЛГАРИЯ (Bulharská republika).
Řádová hvězda je udílena ve třídě řetězu a svým tvarem odpovídá řádovému odznaku, který je položen na zlatých paprscích.

Stuha řádu je oranžová.

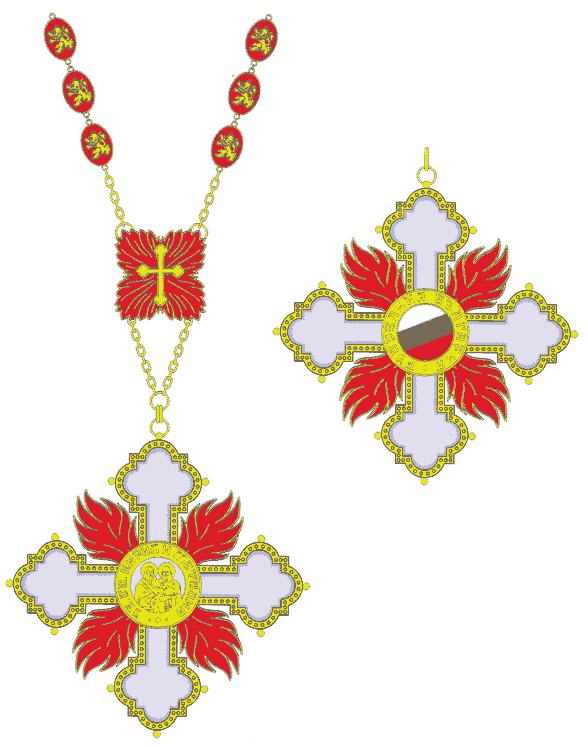
Řetěz
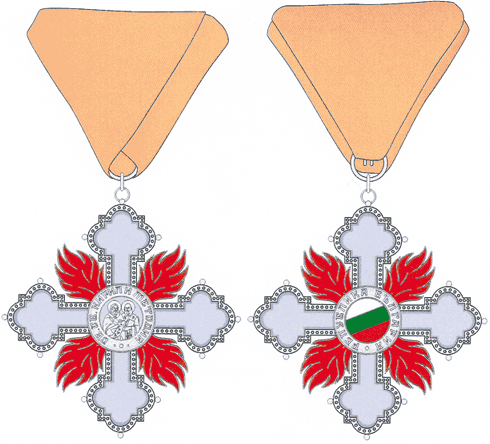
II. třída
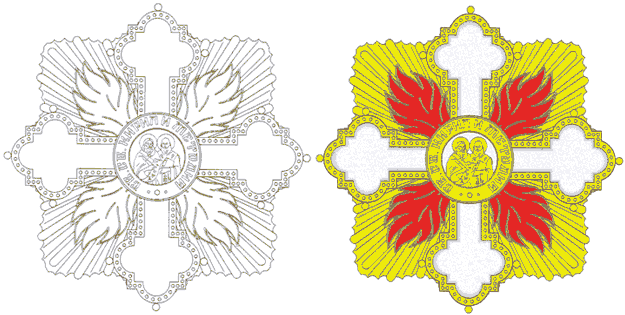
Řádová hvězda
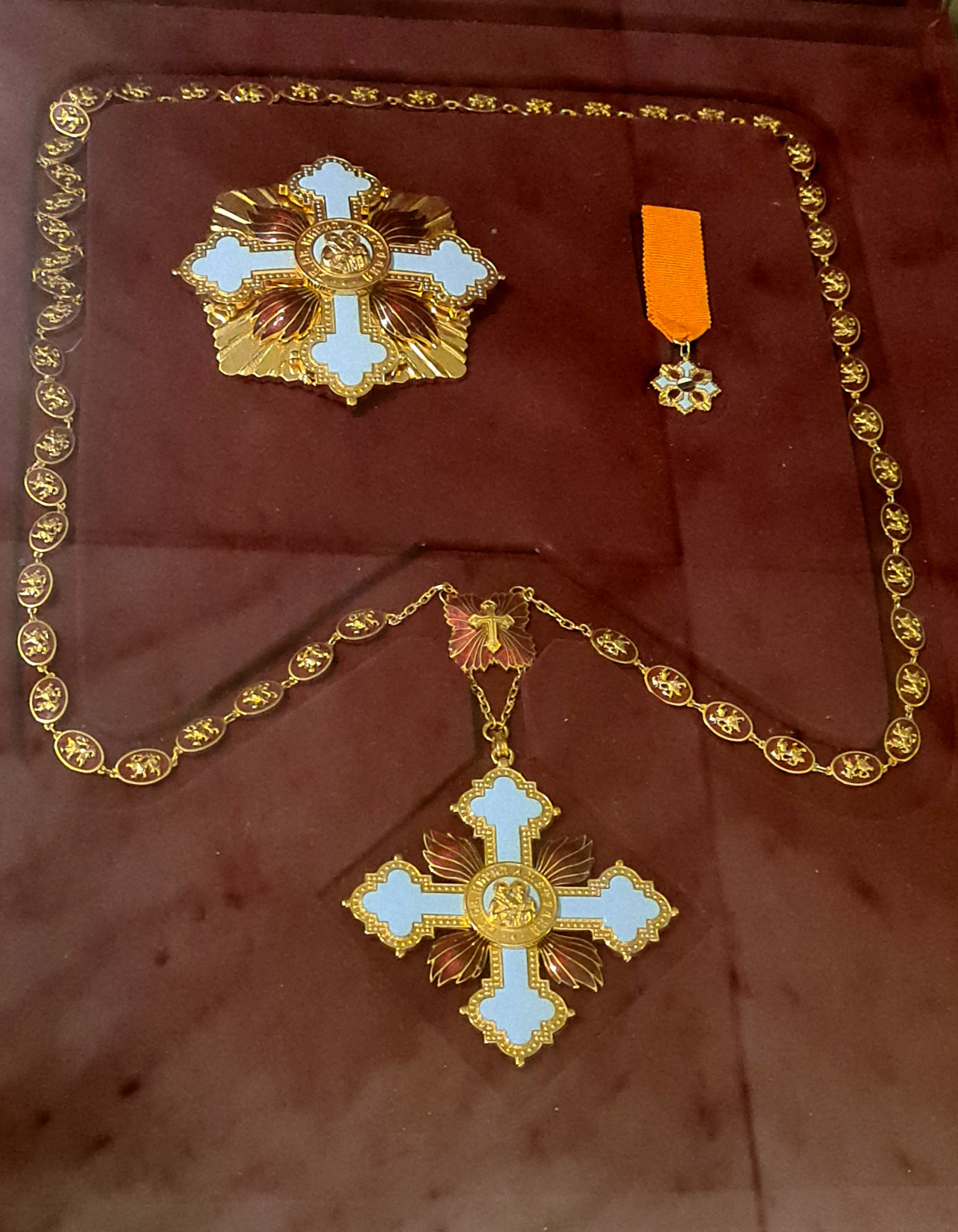
Řádové insignie ve třídě řetězu

## Třídy
Řád je udílen ve třech řádných třídách:
- řetěz – Tato třída je udílena zejména důležitým osobám pro rozvoj kultury, umění a vědy.[4]
- I. třída (důstojník) – Tato třída je udílena osobám s velkými zásluhami v oblasti kultury, vzdělávání a vědy.[4]
- II. třída (rytíř) – Tato třída je udílena učitelům, kulturním pracovníkům či literátům.[4]